# Pedrafita do Cebreiro
Pedrafita do Cebreiro és un municipi de l'est de la província de Lugo, a Galícia. Pertany a la comarca d'Os Ancares.

## Geografia
Es troba a la zona muntanyosa de l'est de la província de Lugo, al límit amb la província de Lleó, en plena serra d'Os Ancares. Amb una altitud de 1.098 metres a la capital municipal, és el municipi més alt de la província i també de Galícia. Els principals cims són O Faro (1.615 m), Muralla (1.480 m), Area (1.402 m) i Carballeda (1.392 m). En el municipi neixen els rius Navia i Lor.
Limita al nord amb As Nogais i Cervantes, a l'oest amb Triacastela i Samos, al sud amb Folgoso do Courel i a l'est amb els municipis lleonesos de Vega de Valcarce i Barjas.

## Parròquies
- O Cebreiro (Santa María)
- Fonfría (San Xoán)
- Hospital (San Xoán)
- Liñares (Santo Estevo)
- Lousada (San Vicente)
- Louzarela (San Xoán)
- Pacios (San Lourenzo)
- Padornelo (San Xoán)
- Pedrafita do Cebreiro (Santo Antón)
- Riocereixa (Santa María Madanela)
- Veiga de Forcas (Santa María)
- Zanfoga (San Martiño)

## Llocs d'interès
- Església preromànica de Santa María do Cebreiro, situada al Camí francès de Sant Jaume.
- Pallozas típiques de la serra d'Os Ancares.